# Marie Sofie Schwartz
Marie Sofie Schwartz (ur. 4 lipca 1819 w Borås, zm. 7 maja 1894 w Sztokholmie) – szwedzka pisarka. Jedna z najbardziej popularnych i chętnie tłumaczonych szwedzkich pisarek swojego czasu, obecnie zapomniana.
W swoich powieściach podejmowała aktualną tematykę społeczną (np. kwestię równouprawnienia kobiet). Akcja utworów jest dynamiczna, z interesującymi zwrotami akcji.

## Wybrana twórczość
- Pan z rodu i kobieta z gminu (org. Mannen av börd och qvinnan af folket, 1858)
- Ofiara zemsty (org. Ett hämndens offer, 1859)
- Praca uszlachetnia (org. Arbetet adlar mannen, 1859)
- Gorączka emancypacji (org. Emancipationsvurmen, 1860)
- Wina i cnota (org. Skuld och oskuld, 1861)
- Syn kataryniarza (org. Positivspelarens son)[1]